# Descoreba
Descoreba là một chi bướm đêm thuộc họ Geometridae.

## Các loài
- Descoreba simplex Butler, 1878